# Stirling Gardens
Stirling Gardens - nazwany tak dla upamiętnienia postaci Jamesa Stirlinga, pierwszego gubernatora Zachodniej Australii i założyciela miasta (znany początkowo wśród mieszkańców jako Government Gardens, współcześnie jako Supreme Court Gardens), znajduje się sto metrów od oficjalnej rezydencji gubernatora Australii Zachoodniej, na rogu St. Georges Terrace, Perth i Barrack Street. Park od chwili powstania był miejscem organizowania happeningów i wystaw kulturalnych. Na jego terenie znajduje się kilka rzeźb miejscowych artystów. Pierwszą rzeźbą był postawiony w 1903 roku pomnik Alexandera Forresta, australijskiego podróżnika i odkrywcy Zachodniej Australii. Jego autorem był Pietro Porcelli. Drugą rzeźbą, odsłoniętą w 1971 roku, jest pomnik Ore Obelisque, australijskiego biznesmena. 
Do najnowszych rzeźb należy siedem wykonanych w brązie kangurów, stojących obok ozdobnego jeziorka i źródełka. Znajdują się one przy głównej ulicy miasta St. George's Tce naprzeciwko Florence Hummerston Park. Autorami rzeźb są Joan Walsh-Smith i Charles Smith. Dzieła zostały odsłonięte w 1998 roku. Posągi kangurów mają symbolizować ich wszędobylską obecność w Zachodniej Australii, w kulturze i w życiu codziennym.